# 3279 Solon
3279 Solon је астероид главног астероидног појаса са средњом удаљеношћу од Сунца која износи 2,202 астрономских јединица (АЈ).
Апсолутна магнитуда астероида је 13,3.